# Wiener AC
Der Wiener Athletiksport Club, kurz Wiener AC oder einfach WAC, ist ein österreichischer Sportverein aus der Bundeshauptstadt Wien. Die 1900 gegründete Hockeyabteilung ist das Aushängeschild des Vereines und ist der bedeutendste Vertreter dieses Sports in Österreich.
Im Tennis stellt der WAC Damen- und Herren-Bundesligamannschaften sowie mehrere Jugend-, Nachwuchs- und Seniorenteams. Der Verein bietet auf seiner landschaftlich anspruchsvollen Anlage im Wiener Prater 19 Tennis-Sandplätze im Freigelände sowie zwei Hallen-Sandplätze und einen Hartplatz an.
Der Verein hat eine stolze Vergangenheit im Fußball, die von den Anfängen des Sportes in Österreich bis in die 1960er Jahre reicht. 1915 wurden die Atletiksportler österreichischer Meister sowie 1931 und 1969 Pokalsieger. 1931 gelang auch der Einzug in das Finale des Mitropapokals. Heute betreibt der Verein nur mehr Freizeitfußball außerhalb des Ligabetriebs.
Der Wiener AC war zudem 1947 der erste österreichische Basketballmeister.
Als Freizeitsport bietet der Wiener AC auch noch Beachvolleyball und Wellness sowie Freibad und Sauna an. Auch Kartenspiele wie Bridge haben im Klubgebäude eine Heimat.

## Sektion Fußball

### Geschichte

#### Frühe Erfolge

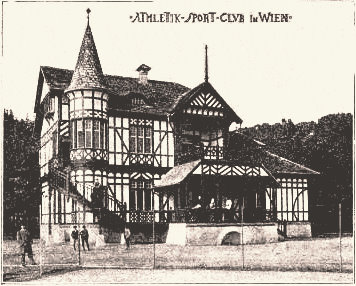
Das WAC-Clubhaus (ca. 1900)

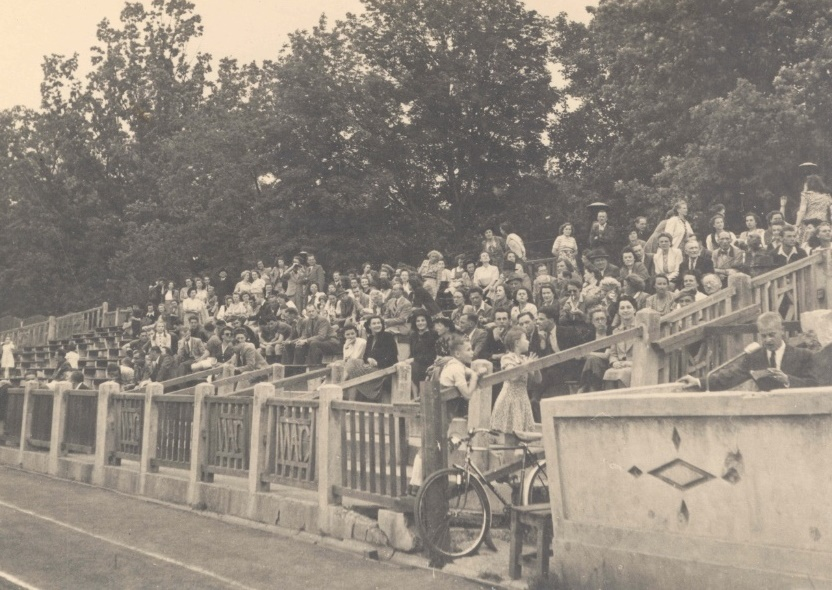
Der WAC-Platz (ca. 1913)

Die Fußballabteilung wurde am 14. Oktober 1897 ins Leben gerufen. Frühe Erfolge konnte der WAC schon im ersten Jahrzehnt des 20. Jahrhunderts verzeichnen, als man jeweils dreimal den Challenge- und den Wiener Tagblatt-Pokal gewann. Dies waren seinerzeit die wichtigsten Trophäen, die der noch junge Sport in Österreich anzubieten hatte.
Bei der Tournee 1910 des Wiener AC durch Deutschland, mit Spielen in Berlin, München, Karlsruhe und Stuttgart, kam es zu Differenzen zwischen Spielern, die mehr Mitspracherecht im Verein forderten, und dem WAC. Dies führte zur Jahresmitte zum Austritt von fast allen Mitgliedern der Kampfmannschaft, wie Adolf Fischera, Johann Andres, Richard "Little" Kohn, Karl und Felix Tekusch sowie zahlreichen Spielern der zweiten Mannschaft, die den neuen Fußballverein Wiener Associationfootball-Club (auch als Wiener AF, oder kurz WAF, referenziert) gründeten.
Der Altstar des WAC, Johann Studnicka, der sich bereits auf die Trainerposition zurückgezogen hatte, trat daraufhin wieder als Spieler in Erscheinung und sollte zu künftigen Erfolgen beitragen. Der Wiener AC konnte bei der ersten österreichischen Fußballmeisterschaft 1911/12 eine konkurrenzfähige Mannschaft stellen und belegte – allerdings hinter dem Wiener AF – den vierten Platz.

#### Meisterschaft 1915
Schließlich gewann der WAC den Meistertitel 1915, was jedoch der einzige Erfolg auf dieser Ebene bleiben sollte. Diese Meisterschaft wurde kriegsbedingt auf eine einfache Runde, also nur neun Spiele pro Mannschaft in einer Zehnerliga, kondensiert im Frühjahr von 1915 ausgetragen. Zweiter wurden die "Rebellen" vom Wiener AF.

#### Pokalerfolge
1928 erreichte der Praterklub erstmals das Cupfinale. Auf der Hohen Warte führte die Admira nach sieben Minuten. Walzhofer konnte umgehend ausgleichen, aber der Endstand von 1:2 war bereits in der ersten Halbzeit erreicht.
Drei Jahre später, 1930/31 gewann der WAC aber den seinerzeit als Wiener Winter Cup in einem Ligaformat abgehaltenen Pokalwettbewerb erstmals und konnte sich so für den seinerzeit höchstbedeutenden Mitropapokal qualifizieren.

#### Mitropapokal
Der WAC drang bis ins Finale des Mitropapokals 1931 vor, wo allerdings im November gegen den Lokalrivalen First Vienna FC beide Spiele verloren gingen. Im Hinspiel, welches vor 16.000 Zusehern am Hardturm in Zürich ausgetragen wurde, führte die Pratermannschaft bald durch Treffer von Richard Hanke und Heinrich „Wudi“ Müller mit 2:1. Drei Minuten vor Ende der Partie war es aber schließlich ein unglückliches Eigentor, das eine 2:3-Niederlage besiegelte. Im Rückspiel sahen 25.000 auf der Hohen Warte einen 2:1-Erfolg der Döblinger, wobei Hanke eine knappe halbe Stunde vor Spielende nur mehr den Ehrentreffer für die Athletiker beisteuern konnte.
1931 war auch die Geburtsstunde des österreichischen Wunderteams. Rudi Hiden, Georg "Schurl" Braun, Karl Sesta und "Wudi" Müller waren als WAC-Spieler Teil dieser rot-weiß-roten Fußballlegende, die 1932 selbst den Europapokal der Fußball-Nationalmannschaften gewann.

#### WAC nach 1945

Logo von Austria/WAC bis 1976

1959 gewann der Wiener AC beim Pokalfinale im Praterstadion vor 10.000 Zusehern mit 2:0 gegen SK Rapid Wien. Nach einem Eigentor seitens Rapid war es Kaltenbrunner, der 15 Minuten vor Spielende das Ergebnis fixierte und für den Verein diesen letzten großen Erfolg im Fußball sicherte.
In den 1960er Jahren, nach dem Abstieg aus der Nationalliga begründete die Fußballabteilung des WAC eine Spielgemeinschaft mit dem FK Austria Wien, die schließlich in einer Fusion der beiden Kampfmannschaften mündete. Nach dem kurzen Intermezzo als FK Austria/WAC Wien (der offizielle Sponsorname lautete FK Austria/WAC Elementar Wien) wählte die Wiener Austria 1976 wieder ihren traditionellen Vereinsnamen.
Der Name Wiener AC verschwand dadurch bis heute aus der großen österreichische Fußballszene. Die während der gemeinsamen Zeit mit der Austria ruhendgestellte Fußballsektion des WAC bestand aber weiter und wurde 1983 reaktiviert.
2002 wurde die Fußballmannschaft von einer bis dahin als Sponsor auftretenden Transportfirma übernommen. Diese Mannschaft spielte kurz unter der Bezeichnung FK Rad Friendly Systems und erhielt schließlich den neuen Vereinsnamen FC Fireball United.
Der Wiener AC nimmt seit 2002 an keiner Meisterschaft mehr teil. Die aktuelle Fußballsektion besteht derzeit aus einer reinen Hobbymannschaft.

### Bedeutende Fußballspieler des WAC
- Rudi Hiden
- Max Johann Leuthe
- Ernst Kaltenbrunner

#### Fünf Erstliga-Torschützenkönige
- Johann Studnicka (Erstliga-Torschützenkönig 1913 mit 13 Toren)
- Johann Neumann (Erstliga-Torschützenkönig 1913 /13 Toren und 1914 / 25 Tore)
- Leopold Deutsch (Erstliga-Torschützenkönig 1915 mit 12 Toren)
- Friedrich "Fritz" Cejka (Erstliga-Torschützenkönig 1960 mit 28 Toren)
- Hans Pirkner* (Erstliga-Torschützenkönig 1976 mit 28 Toren)

*) Gemeinsame Mannschaft mit FK Austria Wien

### Erfolge
- 3 × Challenge-Cup-Sieger: 1901, 1903, 1904
- 3 × Tagblatt-Pokal-Sieger: 1900, 1901, 1902
- 1 × Österreichischer Meister: 1915
- 2 × Österreichischer Pokalsieger: 1931, 1959

Der Titel des Österreichischen Pokalsiegers im Jahr 1938 wurde durch den Sportclub Schwarz-Rot Wien errungen. Bei dieser Mannschaft handelte es sich um die kurzfristig vom Gesamtverein abgespaltene Fußballsektion des WAC, die sich nach ein paar Jahren wieder dem Stammverein anschloss.

### Erstligateilnahmen
38 Erstligasaisonen: 1912-21, 1923, 1925-36, 1943-44, 1946-48, 1954 und 1957-65
Zusätzlich nahm der Wiener AC an allen drei Saisonen von 1901 bis 1903 des Tagblatt-Pokals, den man als Vorläufer des österreichischen Ligabetriebes betrachten kann, teil.

## Sektion Hockey
Seit Sommer 2017 Besitz der WAC einen eigenen Kunstrasenplatz auf seiner Heimstätte. Finanziert wurde das Projekt „Heimstätte“ durch eines der größten Crowdfunding-Projekte im Österreichischen Sport. Namenssponsor ist seit 2016 die HDI Versicherung (Österreich).
Heimdressen: Rotes Trikot, Schwarze Hose, Rote Stutzen
Auswärtsdresse: Schwarzes Trikot, Rote Hose, Schwarze Stutzen

### Erfolge der Hockeysektion

#### Herren
| Europapokalbilanz Herren Feld | Europapokalbilanz Herren Feld | Europapokalbilanz Herren Feld | Europapokalbilanz Herren Feld | Europapokalbilanz Herren Feld |
| Jahr                          | Wettbewerb                    | Niveau                        | Platz                         | Ort                           |
| ----------------------------- | ----------------------------- | ----------------------------- | ----------------------------- | ----------------------------- |
| 1975                          | Club Champions Cup            | 1                             | 12                            | Frankfurt/M.                  |
| 1980                          | Club Champions Cup            | 1                             | 11                            | Barcelona                     |
| 1982                          | Club Champions Trophy         | 2                             | 6                             | Cardiff                       |
| 1985                          | Club Champions Trophy         | 2                             | 4                             | Banbridge                     |
| 1990                          | Club Champions Trophy         | 2                             | 4                             | Göteborg                      |
| 1993                          | Cup Winners Trophy            | 2                             | 7                             | Zagreb                        |
| 1994                          | Cup Winners Challenge         | 3                             | 3                             | Bratislava                    |
| 1995                          | Cup Winners Trophy            | 2                             | 5                             | Brüssel                       |
| 1996                          | Club Champions Challenge      | 3                             | 1                             | Wien                          |
| 1997                          | Club Champions Trophy         | 2                             | 5                             | Cagliari                      |
| 1998                          | Club Champions Trophy         | 2                             | 7                             | Brasschaat                    |
| 1999                          | Club Champions Challenge      | 3                             | 1                             | Wien                          |
| 1999                          | Cup Winners Trophy            | 2                             | 7                             | Wettingen                     |
| 2000                          | Club Champions Trophy         | 2                             | 7                             | Belfast                       |
| 2001                          | Club Champions Challenge      | 3                             | 1                             | Wien                          |
| 2002                          | Club Champions Trophy         | 2                             | 5                             | Wettingen                     |
| 2004                          | Club Champions Cup            | 1                             | 7                             | Barcelona                     |
| 2005                          | Club Champions Trophy         | 2                             | 3                             | Brest                         |
| 2006                          | Club Champions Trophy         | 2                             | 5                             | Wettingen                     |
| 2007                          | Cup Winners Trophy            | 2                             | 3                             | Prag                          |
| 2009                          | Club Challenge                | 3                             | 5                             | Prag                          |
| 2010                          | Club Challenge                | 3                             | 1                             | Wien                          |
| 2018                          | Club Trophy                   | 2                             | 6                             | Wien                          |
| 2019                          | Club Trophy                   | 2                             | 5                             | Wettingen                     |

- 19 × Staatsmeister im Feldhockey: 1919–1923; 1927–1929; 1994–2001; 2003–2005
- 16 × Staatsmeister im Hallenhockey (1990–2002; 2004; 2007; 2008)
- 2 × dritter Platz Europacup der Meister – Champions League im Hallenhockey

1996 erste Klubmannschaft die eine Deutsche Klubmannschaft bei einem Hallen Europacup besiegt.
- 32 × Europacupteilnehmer – österreichischer Rekord

#### Damen
- 17 × Staatsmeister im Feldhockey (1927–1932; 1934; 1950; 1951; 1954–1956; 1969; 1977; 1979; 2006–2007)
- 1 × Reichsvizemeister im Feldhockey (1941)
- 8 × Staatsmeister im Hallenhockey (1964–1969; 1978; 2009; 2022)

#### Nachwuchs
Zahlreiche Meistertitel sowie Turniersiege im In- und Ausland wurden gewonnen. Das Hauptaugenmerk neben den Teams der Ersten gilt dem Rot-Schwarzen Hockeynachwuchs.

## Sektion Basketball
Der WAC wurde 1947, nachdem die Amerikaner den Sport nach Österreich eingeschleppt hatten, der erste Basketballmeister des Landes.
- 1 × Österreichischer Meister (Basketball) (1947)

## Sektion Wasserball
Die Sektion Wasserball beim Wiener AC wurde 1897 gegründet. Schon bei der ersten Meisterschaft in Wasserball war eine Mannschaft vom Wiener AC dabei und belegte hinter dem Wiener Schwimm-Club "Austria" den 2. Platz. Insgesamt gewann der Wiener AC 20 Meistertiteln, bevor er sich in SC Diana Wien umbenannte. Als SC Diana Wien gewann er nochmals zwei Meisterschaften. Im Jahr 1961 wurde die Sektion aufgelöst.
| Mannschaftsaufstellung aus dem Jahr 1920                                |
| ----------------------------------------------------------------------- |
| Grünfeld, Hager, Schwarz, Otto Sheff, Pepi Sticker, Tolnai, Oskar Worel |

### Titel und Erfolge
- 22 × Österreichischer Meister:

als Wiener AC1900, 1901, 1902, 1903, 1904, 1906, 1907, 1916, 1917, 1918, 1919, 1920, 1921, 1923, 1924, 1925, 1929, 1930, 1931, 1947
als SC Diana Wien1950, 1951